# CXCL9

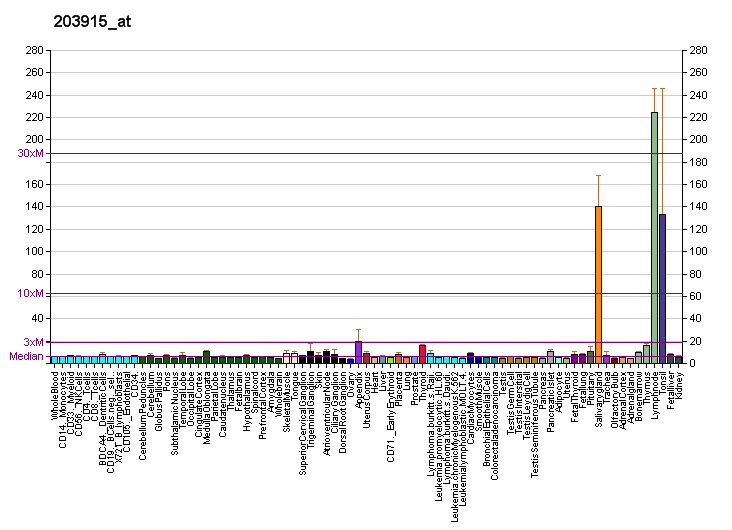
CXCL9

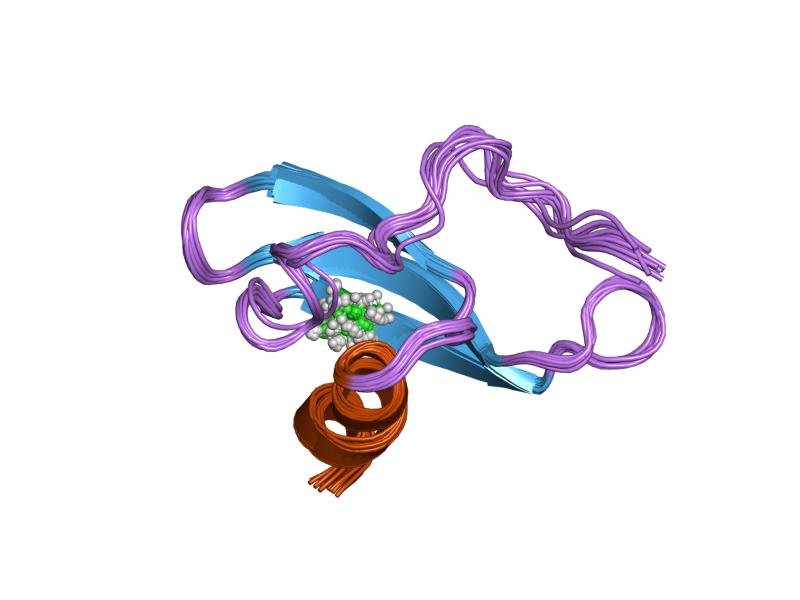
Struktura proteinu

CXCL9 je malá bílkovina ze skupiny cytokinů. Patří do podskupiny chemokinů, které hrají roli při indukci chemotaxe, podporují diferenciaci a množení leukocytů a způsobují extravazaci tkání. CXCL9 / CXCR3 (receptor) reguluje migraci, diferenciaci a aktivaci imunitních buněk. K imunitní reaktivitě dochází prostřednictvím náboru imunitních buněk, jako jsou cytotoxické lymfocyty (CTL), buňky přirozených zabíječů (NK), NKT buňky a makrofágy. Polarizace Th1 také aktivuje imunitní buňky v odezvě na IFN-y. Lymfocyty infiltrující nádory jsou klíčem pro klinické výsledky a predikci odpovědi na inhibitory kontrolního bodu. Studie in vivo naznačují, že osa hraje tumorigenní úlohu zvýšením proliferace nádorů a metastáz. CXCL9 zprostředkovává převážně lymfocytární infiltraci do ohniska a potlačuje růst nádoru.

## Imunitní reakce
Pro diferenciaci imunitních buněk, některé výsledky ukazují, že CXCL9 vede k Th1 polarizaci přes CXCR3. S In vivo modelem Zohar et all ukázal, že CXCL9, řídil zvýšenou transkripci T-bet a RORy, což vedlo k polarizaci regulačních (Tr1) buněk Foxp3-typu 1 nebo T pomocných buněk 17 (Th17) z naivních T buněk přes STAT1, STAT4 a fosforylace STAT5. Několik studií ukázalo, že makrofágy asociované s nádorem (TAM) hrají modulační aktivity v TME (totální mezorektální excize) a osa CXCL9 / CXCR3 ovlivňuje polarizaci TAM. TAM mají opačné účinky; M1 pro protinádorové aktivity a M2 pro-nádorové aktivity. Oghumu a kol. objasnili, že CXCR3 deficientní myši vykazovaly zvýšenou produkci IL-4 a polarizaci M2 v modelu myšího karcinomu prsu a došlo také ke snížení množství vrozených a imunitních buněk, které zprostředkovávají protinádorové reakce.
Pro aktivaci imunitních buněk stimuluje CXCL9 imunitní buňky prostřednictvím Th1 polarizace a aktivace. Buňky Th1 produkují IFN-y, TNF-a, IL-2 a zvyšují protinádorovou imunitu stimulací CTL, NK buněk a makrofágů. IFN-y-dependentní imunitní aktivační smyčka také podporuje uvolňování CXCL9.
Imunitní buňky, jako Th1, CTL, NK buňky a NKT buňky, vykazují protinádorový účinek proti rakovinným buňkám prostřednictvím parakrinního CXCL9 / CXCR3 v nádorových modelech. Autokrinní signalizace CXCL9 / CXCR3 v rakovinových buňkách zvyšuje proliferaci rakovinových buněk, angiogenezi a metastázy.

## CXCL9 / CXCR3 a PDL-1 / PD-1
Významnou oblastí výzkumu je vztah mezi CXCL9 / CXCR3 a PDL-1 / PD-1. Programovaná buněčná smrt-1 (PD-1) je silně exprimována na T buňkách v místě nádoru než na T buňkách přítomných v periferní krvi a anti-PD-1 terapie může inhibovat „imunitní únik“ a imunitní aktivaci.
Blokáda osy PDL-1 / PD-1 v T buňkách může vyvolat smyčku pozitivní zpětné vazby v místě nádoru přes osu CXCL9 / CXCR3. Také s použitím anti-CTLA4 protilátky byla tato osa významně up-regulována u lézí melanomu před léčbou u pacientů s dobrou klinickou odpovědí po podání ipilimumabu.

## Vliv CXCL9 na melanom
CXCL9 byl také identifikován jako biomarker terapie transferu T buněk u metastatického melanomu. Zkoumání úlohy CXCL9 / CXCR3 v TME a imunitní odpovědi hraje především rozhodující roli v imunitní aktivaci prostřednictvím parakrinní signalizace, což ovlivňuje účinnost léčby rakoviny.